# Fraternité mondiale des scouts bouddhistes
La Fraternité Mondiale des scouts bouddhiste, en anglais World Buddhist Scout Brotherhood (WBSB) est un organisme international indépendant engagé dans la promotion et le soutien du bouddhisme au sein du scoutisme. La WBSB est fondé avec l'élection de son président le 21 juillet 2004. Elle reçoit le statut consultatif auprès de l'Organisation mondiale du mouvement scout le 9 mars 2009. Les directives du Comité Mondial du Scoutisme indiquent qu'il faut au moins trois ans pour remplir les conditions avant que le statut consultatif puisse être accordé.

## Histoire
Lors du Jamboree mondial de 2007 à Hylands Park au Royaume-Uni, le WBSB a tenu une Tente bouddhiste dans la zone foi et croyance. Y était installée une grande statue du Bouddha, un cadeau de l'Organisation nationale scoute de Thaïlande, pour célébrer le centenaire du scoutisme et le 80ème anniversaire du Roi Bhumibol Adulyadej de Thaïlande. La statue s'appelle Prabuddha Prathanporn Loka-satawassa-nusorn et se trouve maintenant dans la Buddha Sala à Gilwell Park à Londres et remplace la statue donnée à l'Association Scoute en 1967.[réf. nécessaire]
En 2020 en sont membres les organisations scoutes du Bhoutan, Hong Kong, l'Association scoute du Japon, Mongolie, Scouts de Chine (Taïwan), Singapour, Sri Lanka, Corée du Sud, Thaïlande, le The Scout Association du Royaume-Uni et les Éclaireuses et éclaireurs de la nature (France) .